# Popillia graueri
Popillia graueri är en skalbaggsart som beskrevs av Friedrich Ohaus 1914. 
Popillia graueri ingår i släktet Popillia och familjen Rutelidae. Inga underarter finns listade i Catalogue of Life.